# WTA Berlin
Das WTA Berlin ist ein Rasen-Tennisturnier der WTA Tour in Berlin. Von 1979 bis 2008 wurde das Turnier auf Sand als Internationale Deutsche Meisterschaften  (auch German Open) ausgetragen. Seit 2021 wird es auf Rasen abgehalten.
Die Spiele der Veranstaltung finden auf dem Vereinsgelände des LTTC Rot-Weiß Berlin statt. Steffi Graf ist mit neun Siegen die erfolgreichste Teilnehmerin in der Geschichte des Wettbewerbs.
Mit einem ausgeschütteten Preisgeld von rund 1.000.000 Euro sind die Berlin Tennis Open das am höchsten dotierte Sportturnier für Damen in Deutschland. Die Berlin Tennis Open 2025 fanden vom 14. bis zum 22. Juni statt.

## Geschichte
Vor 1979 wurden die German Open der Damen zusammen mit denen der Herren in Hamburg ausgetragen.
Seit 1979 fand das Damenturnier in Berlin statt. Anfang der 1980er Jahre konnten sich mit Bettina Bunge und Claudia Kohde-Kilsch zwei Deutsche in die Siegerlisten eintragen. Ab 1986 dominierte mit Steffi Graf eine weitere Deutsche das Turnier. Innerhalb von elf Jahren gewann sie das Turnier neun Mal, sie ist damit Rekordsiegerin der Veranstaltung.
Ähnlich wie das Herrenturnier in Hamburg erlebte auch das Damenturnier einen enormen Aufschwung und gehörte nach den Grand-Slam-Turnieren zu den wichtigsten Wettbewerben. Die Anlage des LTTC Rot-Weiß Berlin am Hundekehlesee wurde daher Mitte der 1990er ausgebaut. Das Steffi Graf Stadion fasst seit 1996 bis zu 7.000 Zuschauer. Sein Fassungsvermögen kann mit Hilfe von mechanisch ausfahrbaren Tribünenteilen dem Bedarf angepasst werden.

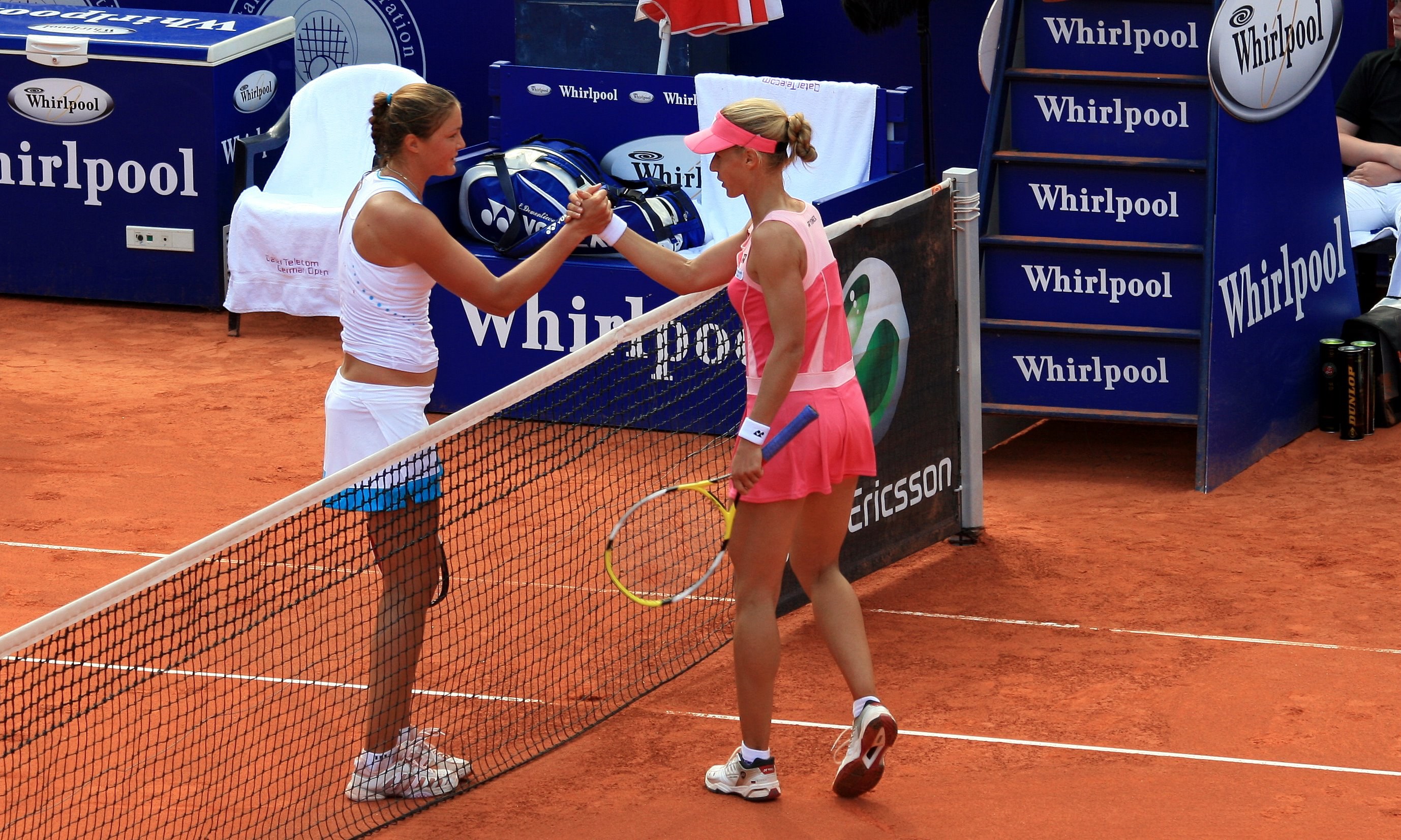
Finale 2008

Nach dem Rücktritt von Steffi Graf ging das Interesse an diesem Turnier ab 1999 bei Besuchern und Fernsehanstalten stark zurück, was zu großen finanziellen Problemen beim Deutschen Tennis Bund (DTB) führte. Nachdem er das Turnier mehrere Jahre defizitär betrieben hatte, verkaufte er die Rechte an der Veranstaltung 2004 an die Qatar Tennis Federation. Das Turnier firmierte zwar weiterhin als „Deutsche Meisterschaft“, wurde allerdings nicht mehr vom deutschen Verband veranstaltet.
Die Veranstaltung fand 2008 zum vorerst letzten Mal statt. Der katarische Inhaber verkaufte die Rechte zurück an die WTA, hinterließ jedoch 800.000 Euro Schulden.
Am 18. September 2019 bestätigte die Agentur Emotion Sports, dass es ab 2020 das WTA-Rasenturnier Bett1Open auf der Anlage des LTTC Rot-Weiß geben wird. Diese wurde modernisiert und neben dem Center Court wurden zwei weitere Rasenplätze gebaut. Die Veranstaltung sollte erstmals vom 15. bis 21. Juni ausgetragen werden.

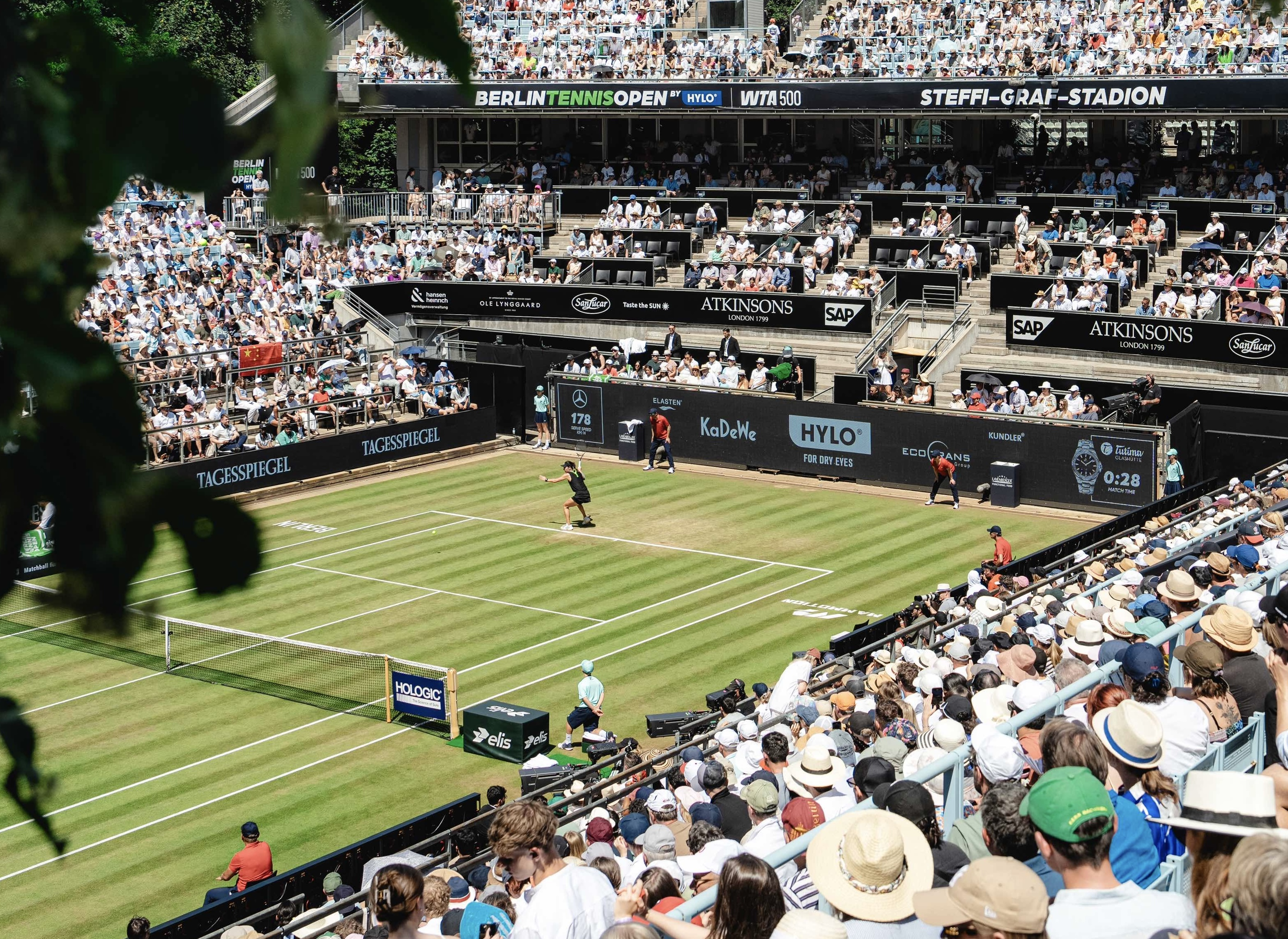
Finale 2025

Aufgrund der COVID-19-Pandemie wurde die für 2020 geplante Neuauflage des Turniers abgesagt. Das Turnier 2021 wurde erstmals vom 12. bis 20. Juni ausgetragen.

### Name des Turniers
| - 1971–1979: German Open - 1981–1988: German Open - 1989–1990: Lufthansa Cup - 1991–1992: Lufthansa Cup German Open | - 1993–2000: German Open - 2001–2002: Eurocard German Open - 2003: MasterCard German Open - 2004: Ladies German Open | - 2005: Qatar Total German Open - 2006–2008: Qatar Telecom German Open - 2021–2023: bett1open - 2024: ecotrans Ladies Open - 2025–: Berlin Tennis Open |

## Anlagen
Das 1996 fertiggestellte neue Center-Court-Tennisstadion hat ein Fassungsvermögen für bis zu 7000 Besucher. 2004 wurde es in Steffi-Graf-Stadion umbenannt. Bis 2019 wurde hier auf Sand gespielt, seit 2020 auf Rasen.

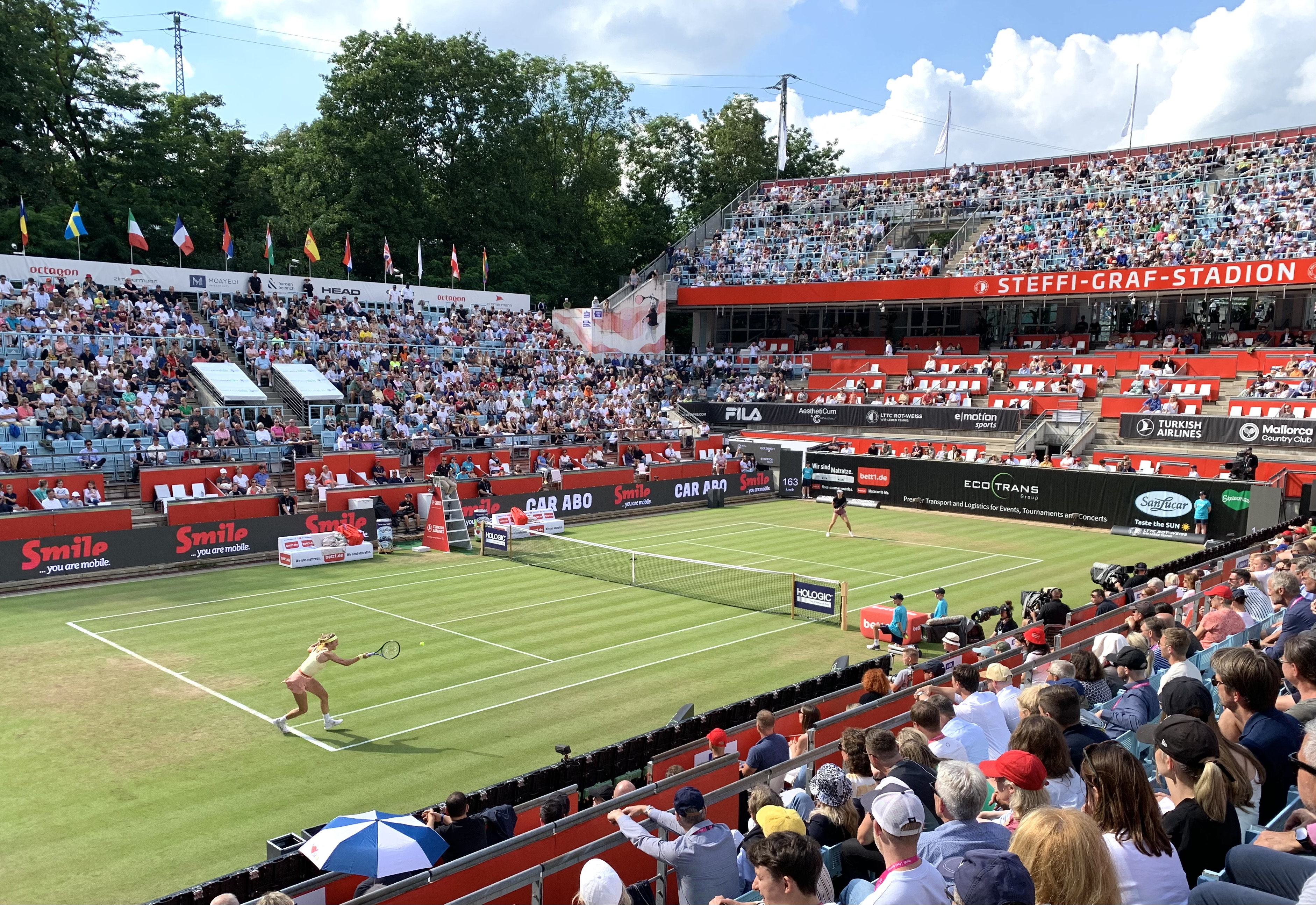
Steffi-Graf-Stadion
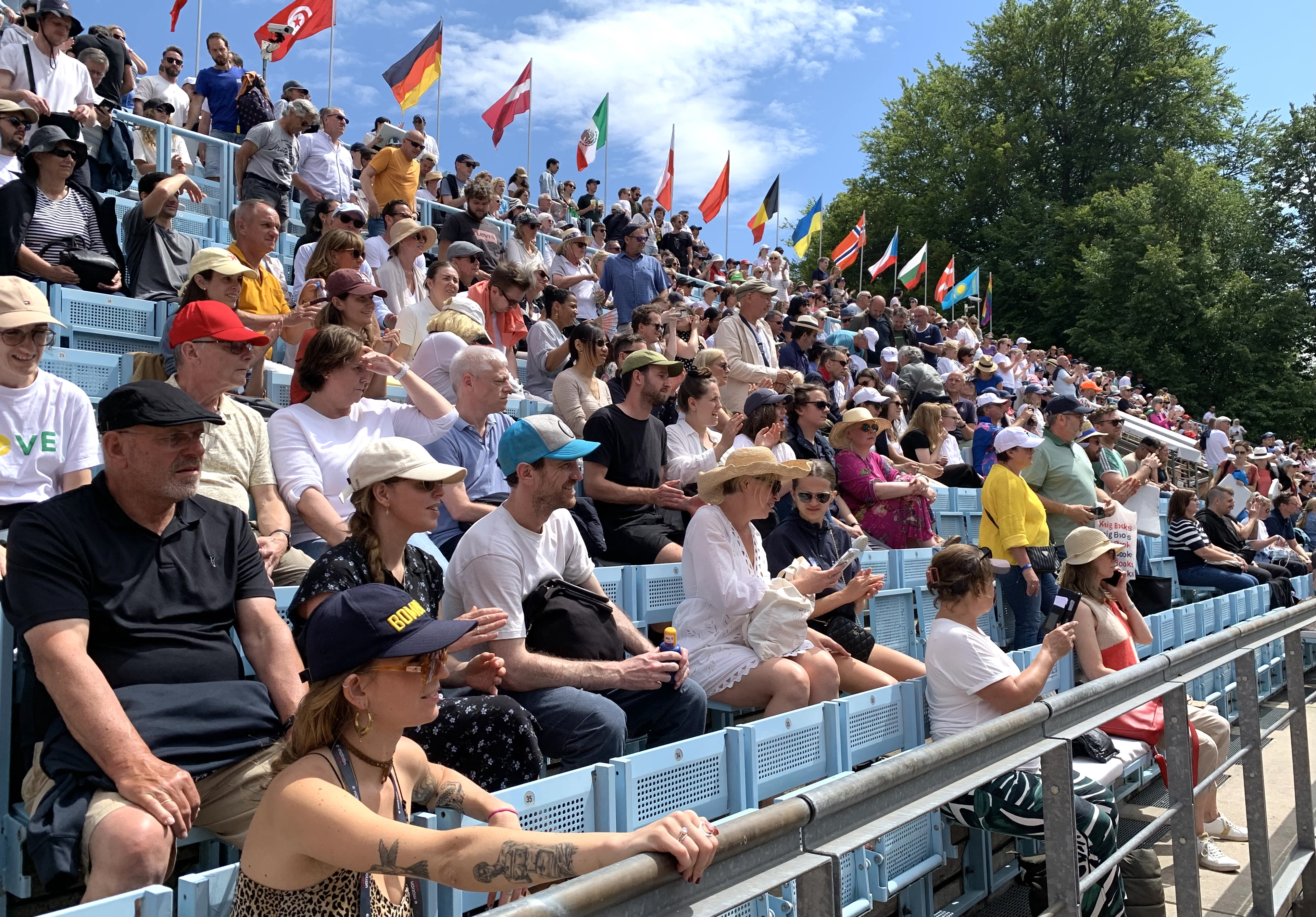
Zuschauertribüne
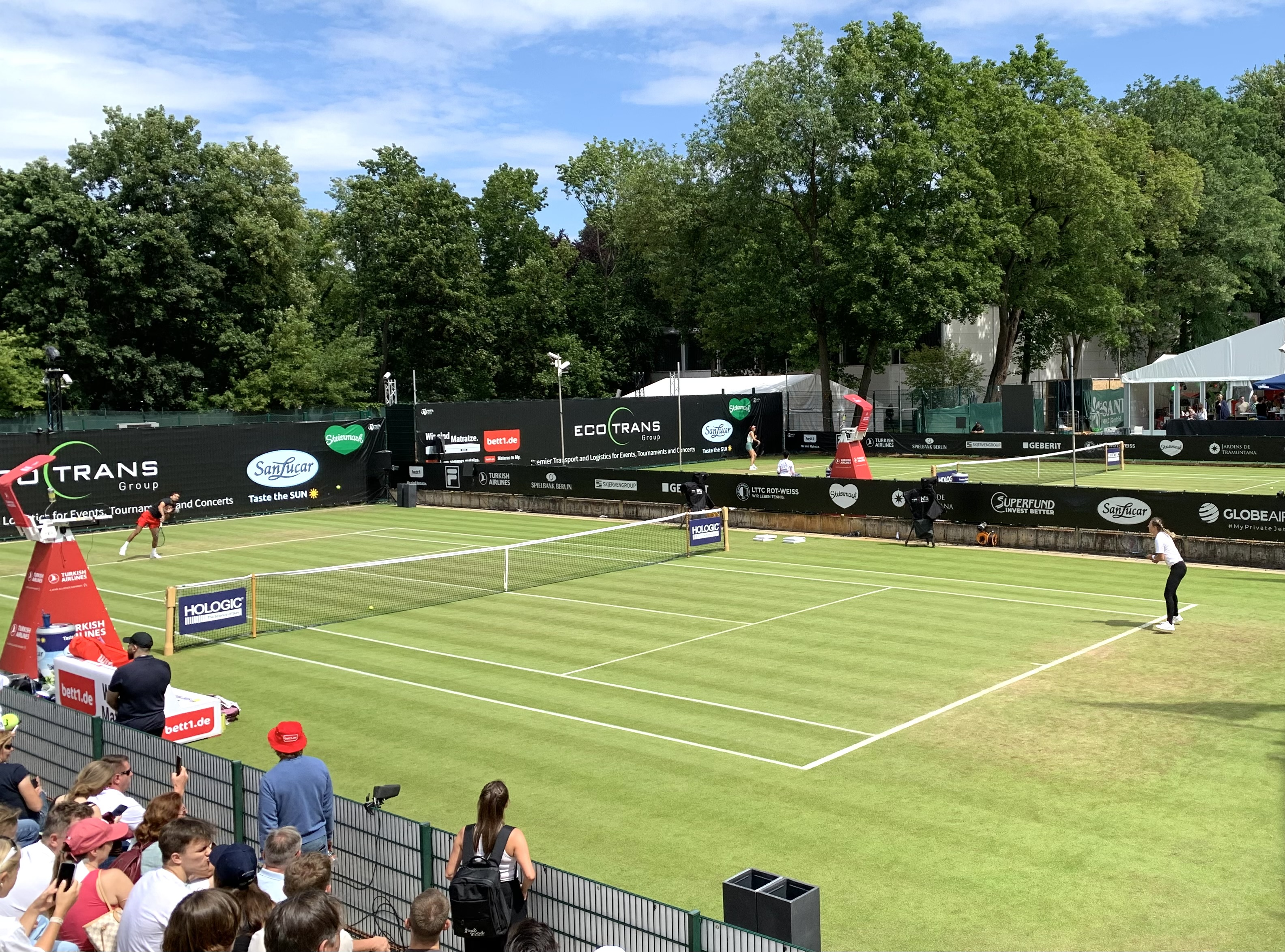
Nebenplatz
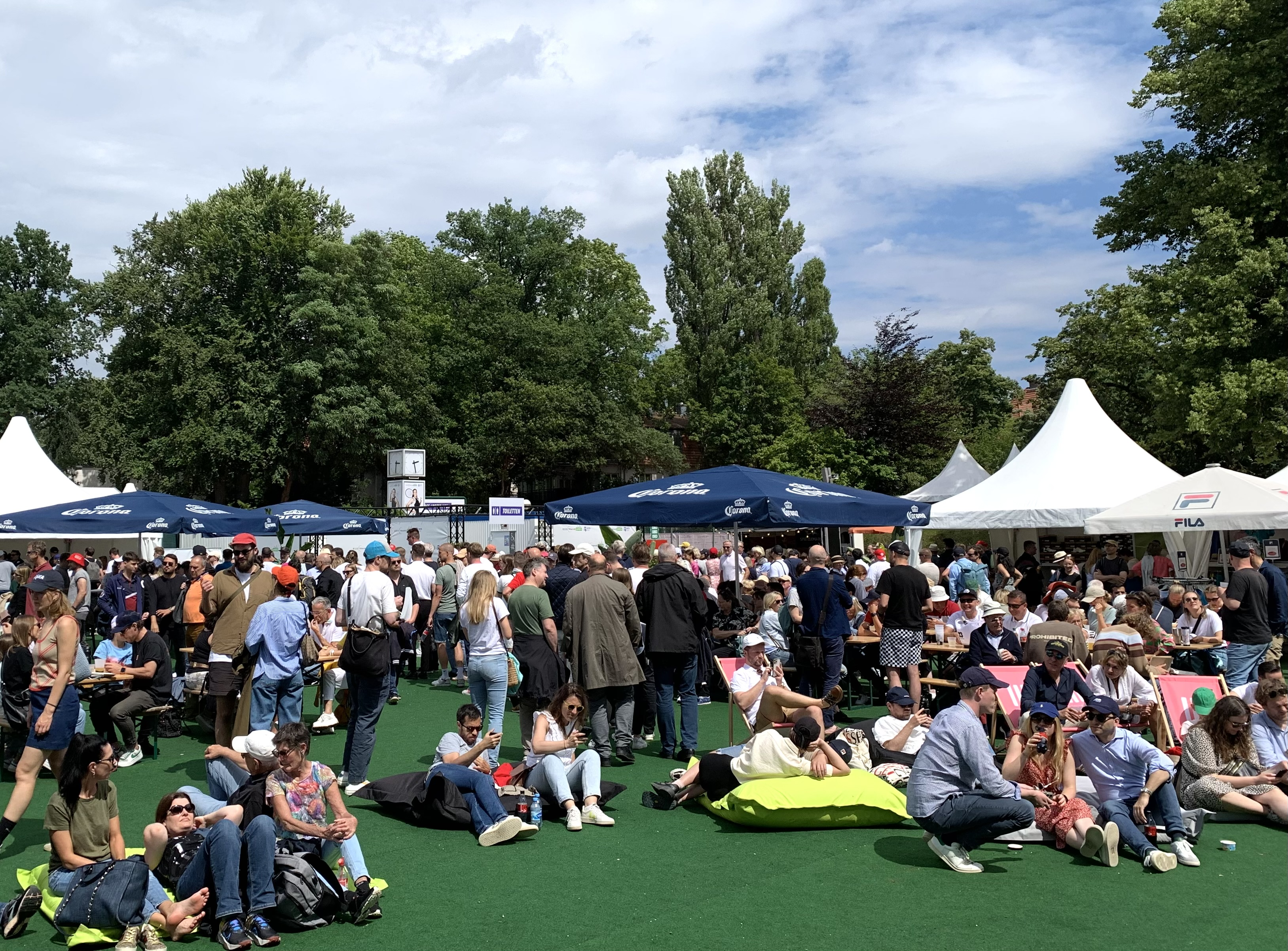
Besucherbereich

## Spielplan

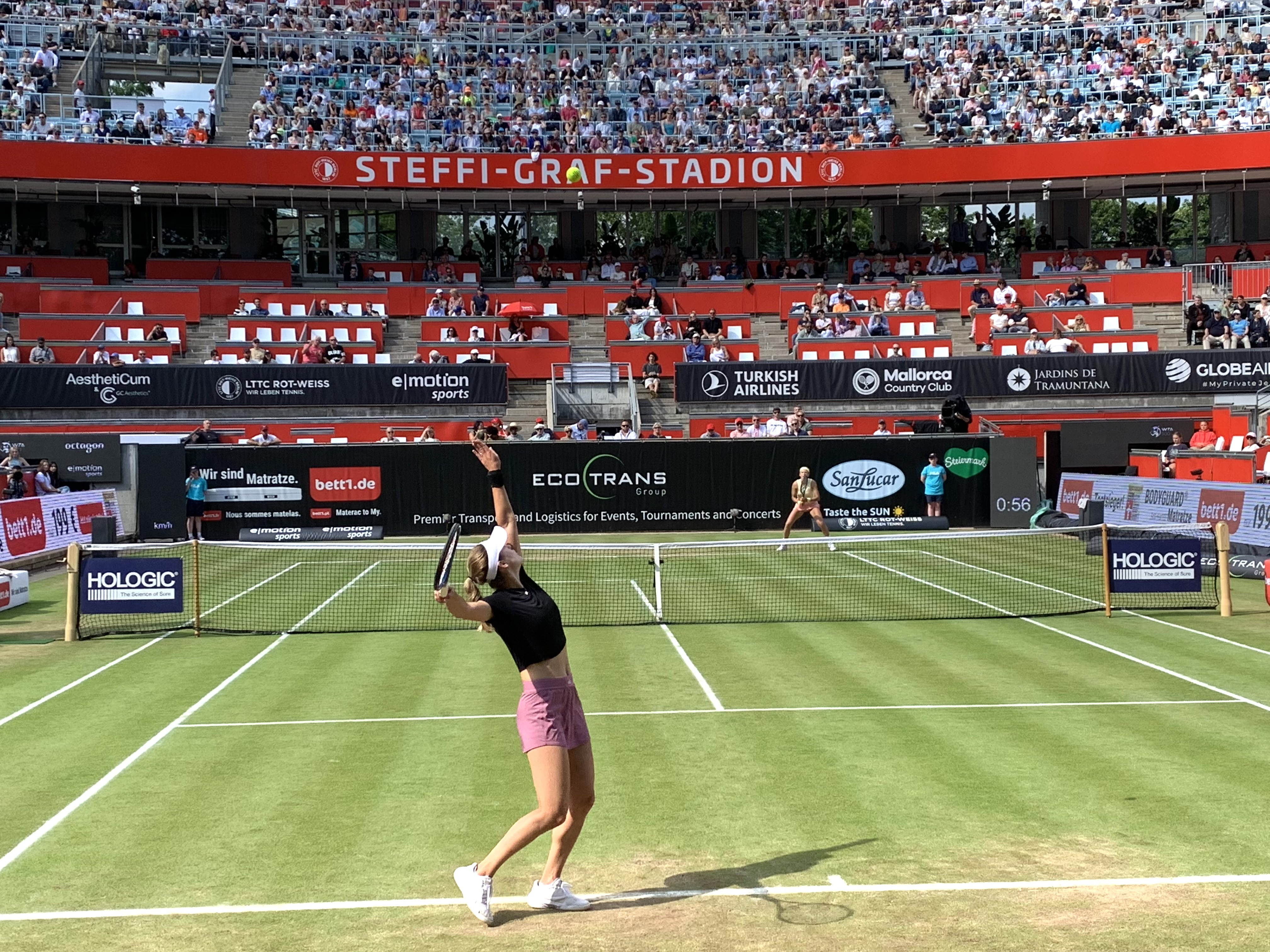
Halbfinale 2024

- Qualifikation
- 1. Runde
- Achtelfinale
- Viertelfinale
- Halbfinale
- Finale

### Punkteverteilung
Die Siegerin des Turniers erhält 500 Weltranglistenpunkte, die weitere Verteilung folgt den Standards der WTA.

## Siegerlisten

### Einzel

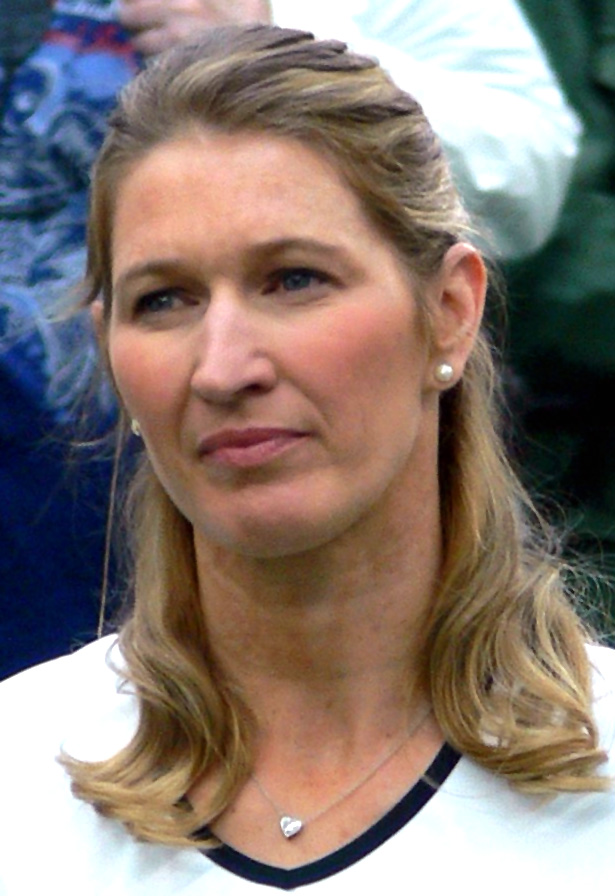
Rekordsiegerin des Turniers, Steffi Graf

| Jahr                              | Siegerin                                | Finalgegnerin                           | Ergebnis                                |
| --------------------------------- | --------------------------------------- | --------------------------------------- | --------------------------------------- |
| 1979                              | Caroline Stoll                          | Regina Maršíková                        | 7:6, 6:0                                |
| 1980 fand das Turnier nicht statt |                                         |                                         |                                         |
| 1981                              | Regina Maršíková                        | Ivanna Madruga                          | 6:2, 6:1                                |
| 1982                              | Bettina Bunge                           | Kathy Rinaldi                           | 6:2, 6:2                                |
| 1983                              | Chris Evert-Lloyd                       | Kathy Horvath                           | 6:4, 7:6                                |
| 1984                              | Claudia Kohde-Kilsch                    | Kathy Horvath                           | 7:6, 6:1                                |
| 1985                              | Chris Evert-Lloyd                       | Steffi Graf                             | 6:4, 7:5                                |
| 1986                              | Steffi Graf                             | Martina Navratilova                     | 6:2, 6:3                                |
| 1987                              | Steffi Graf                             | Claudia Kohde-Kilsch                    | 6:2, 6:3                                |
| ↓ Kategorie: Tier I ↓             |                                         |                                         |                                         |
| 1988                              | Steffi Graf                             | Helena Suková                           | 6:3, 6:2                                |
| 1989                              | Steffi Graf                             | Gabriela Sabatini                       | 6:3, 6:1                                |
| 1990                              | Monica Seles                            | Steffi Graf                             | 6:4, 6:3                                |
| 1991                              | Steffi Graf                             | Arantxa Sánchez-Vicario                 | 6:3, 4:6, 7:6                           |
| 1992                              | Steffi Graf                             | Arantxa Sánchez-Vicario                 | 4:6, 7:5, 6:2                           |
| 1993                              | Steffi Graf                             | Gabriela Sabatini                       | 7:6, 2:6, 6:4                           |
| 1994                              | Steffi Graf                             | Brenda Schultz-McCarthy                 | 7:6, 6:4                                |
| 1995                              | Arantxa Sánchez-Vicario                 | Magdalena Maleewa                       | 6:4, 6:1                                |
| 1996                              | Steffi Graf                             | Karina Habšudová                        | 4:6, 6:2, 7:5                           |
| 1997                              | Mary Joe Fernández                      | Mary Pierce                             | 6:4, 6:2                                |
| 1998                              | Conchita Martínez                       | Amelie Mauresmo                         | 6:4, 6:4                                |
| 1999                              | Martina Hingis                          | Julie Halard-Decugis                    | 6:0, 6:1                                |
| 2000                              | Conchita Martínez                       | Amanda Coetzer                          | 6:1, 6:2                                |
| 2001                              | Amélie Mauresmo                         | Jennifer Capriati                       | 6:4, 2:6, 6:3                           |
| 2002                              | Justine Henin                           | Serena Williams                         | 6:2, 1:6, 7:6                           |
| 2003                              | Justine Henin-Hardenne                  | Kim Clijsters                           | 6:4, 4:6, 7:5                           |
| 2004                              | Amélie Mauresmo                         | Venus Williams                          | kampflos                                |
| 2005                              | Justine Henin-Hardenne                  | Nadja Petrowa                           | 6:3, 4:6, 6:3                           |
| 2006                              | Nadja Petrowa                           | Justine Henin-Hardenne                  | 4:6, 6:4, 7:5                           |
| 2007                              | Ana Ivanović                            | Svetlana Kuznetsova                     | 3:6, 6:4, 7:6                           |
| 2008                              | Dinara Safina                           | Jelena Dementjewa                       | 3:6, 6:2, 6:2                           |
| ↓ Kategorie: Premier ↓            |                                         |                                         |                                         |
| 2020                              | aufgrund der COVID-19-Pandemie abgesagt | aufgrund der COVID-19-Pandemie abgesagt | aufgrund der COVID-19-Pandemie abgesagt |
| ↓ Kategorie: 500 ↓                |                                         |                                         |                                         |
| 2021                              | Ljudmila Samsonowa                      | Belinda Bencic                          | 1:6, 6:1, 6:3                           |
| 2022                              | Ons Jabeur                              | Belinda Bencic                          | 6:3, 2:1 Aufgabe                        |
| 2023                              | Petra Kvitová                           | Donna Vekić                             | 6:2, 7:66                               |
| 2024                              | Jessica Pegula                          | Anna Kalinskaja                         | 6:70, 6:4, 7:63                         |
| 2025                              | Markéta Vondroušová                     | Wang Xinyu                              | 7:610, 4:6, 6:2                         |

### Doppel
| Jahr                              | Siegerinnen                               | Finalgegnerinnen                                   | Ergebnis                                |
| --------------------------------- | ----------------------------------------- | -------------------------------------------------- | --------------------------------------- |
| 1979                              | Rosie Casals Wendy Turnbull               | Evonne Cawley Kerry Reid                           | 6:2, 7:5                                |
| 1980 fand das Turnier nicht statt |                                           |                                                    |                                         |
| 1981                              | Rosalyn Fairbank Tanya Harford            | Sue Barker Renáta Tomanová                         | 6:3, 6:4                                |
| 1982                              | Elizabeth Gordon Beverly Mould            | Bettina Bunge Claudia Kohde-Kilsch                 | 6:3, 6:4                                |
| 1983                              | Jo Durie Anne Hobbs                       | Claudia Kohde-Kilsch Eva Pfaff                     | 6:4, 7:6                                |
| 1984                              | Anne Hobbs Candy Reynolds                 | Kathy Horvath Virginia Ruzici                      | 6:3, 4:6, 7:6                           |
| 1985                              | Claudia Kohde-Kilsch Helena Suková        | Steffi Graf Catherine Tanvier                      | 6:4, 6:1                                |
| 1986                              | Steffi Graf Helena Suková                 | Martina Navratilova Andrea Temesvári               | 7:5, 6:2                                |
| 1987                              | Claudia Kohde-Kilsch Helena Suková        | Catarina Lindqvist Tine Scheuer                    | 6:1, 6:2                                |
| ↓ Kategorie: Tier I ↓             |                                           |                                                    |                                         |
| 1988                              | Isabelle Demongeot Nathalie Tauziat       | Claudia Kohde-Kilsch Helena Suková                 | 6:2, 4:6, 6:4                           |
| 1989                              | Elizabeth Smylie Janine Thompson          | Lise Gregory Gretchen Magers                       | 5:7, 6:3, 6:2                           |
| 1990                              | Nicole Provis Elna Reinach                | Hana Mandlíková Jana Novotná                       | 6:2, 6:1                                |
| 1991                              | Laryssa Sawtschenko Natallja Swerawa      | Nicole Provis Elna Reinach                         | 6:3, 6:3                                |
| 1992                              | Jana Novotná Larisa Savchenko-Neiland     | Gigi Fernández Natallja Swerawa                    | 7:65, 4:6, 7:5                          |
| 1993                              | Gigi Fernández Natallja Swerawa           | Debbie Graham Brenda Schultz                       | 6:1, 6:3                                |
| 1994                              | Gigi Fernández Natallja Swerawa           | Jana Novotná Arantxa Sánchez Vicario               | 6:3, 7:62                               |
| 1995                              | Amanda Coetzer Inés Gorrochategui         | Larisa Neiland Gabriela Sabatini                   | 4:6, 7:63, 6:2                          |
| 1996                              | Meredith McGrath Larisa Neiland           | Martina Hingis Helena Suková                       | 6:1, 5:7, 7:6                           |
| 1997                              | Lindsay Davenport Jana Novotná            | Gigi Fernández Natallja Swerawa                    | 6:2, 3:6, 6:2                           |
| 1998                              | Lindsay Davenport Natallja Swerawa        | Alexandra Fusai Nathalie Tauziat                   | 6:3, 6:0                                |
| 1999                              | Alexandra Fusai Nathalie Tauziat          | Jana Novotná Patricia Tarabini                     | 6:3, 7:5                                |
| 2000                              | Conchita Martínez Arantxa Sánchez Vicario | Amanda Coetzer Corina Morariu                      | 3:6, 6:2, 7:67                          |
| 2001                              | Els Callens Meghann Shaughnessy           | Cara Black Jelena Lichowzewa                       | 6:4, 6:3                                |
| 2002                              | Jelena Dementjewa Janette Husárová        | Daniela Hantuchová Arantxa Sánchez Vicario         | 0:6, 7:63, 6:2                          |
| 2003                              | Virginia Ruano Pascual Paola Suárez       | Kim Clijsters Ai Sugiyama                          | 6:3, 4:6, 6:4                           |
| 2004                              | Nadja Petrowa Meghann Shaughnessy         | Janette Husárová Conchita Martínez                 | 6:2, 2:6, 6:1                           |
| 2005                              | Jelena Lichowzewa Wera Swonarjowa         | Cara Black Liezel Huber                            | 4:6, 6:4, 6:3                           |
| 2006                              | Yan Zi Zheng Jie                          | Jelena Dementjewa Flavia Pennetta                  | 6:2, 6:3                                |
| 2007                              | Lisa Raymond Samantha Stosur              | Roberta Vinci Tathiana Garbin                      | 6:3, 6:4                                |
| 2008                              | Cara Black Liezel Huber                   | Nuria Llagostera Vives María José Martínez Sánchez | 3:6, 6:2, [10:2]                        |
| ↓ Kategorie: Premier ↓            |                                           |                                                    |                                         |
| 2020                              | aufgrund der COVID-19-Pandemie abgesagt   | aufgrund der COVID-19-Pandemie abgesagt            | aufgrund der COVID-19-Pandemie abgesagt |
| ↓ Kategorie: 500 ↓                |                                           |                                                    |                                         |
| 2021                              | Wiktoryja Asaranka Aryna Sabalenka        | Nicole Melichar Demi Schuurs                       | 4:6, 7:5, [10:4]                        |
| 2022                              | Storm Sanders Kateřina Siniaková          | Alizé Cornet Jil Teichmann                         | 6:4, 6:3                                |
| 2023                              | Caroline Garcia Luisa Stefani             | Kateřina Siniaková Markéta Vondroušová             | 4:6, 7:68, [10:4]                       |
| 2024                              | Wang Xinyu Zheng Saisai                   | Chan Hao-ching Weronika Kudermetowa                | 6:2, 7:5                                |
| 2025                              | Tereza Mihalíková Olivia Nicholls         | Sara Errani Jasmine Paolini                        | 4:6, 6:2, [10:6]                        |

## Preisgeld

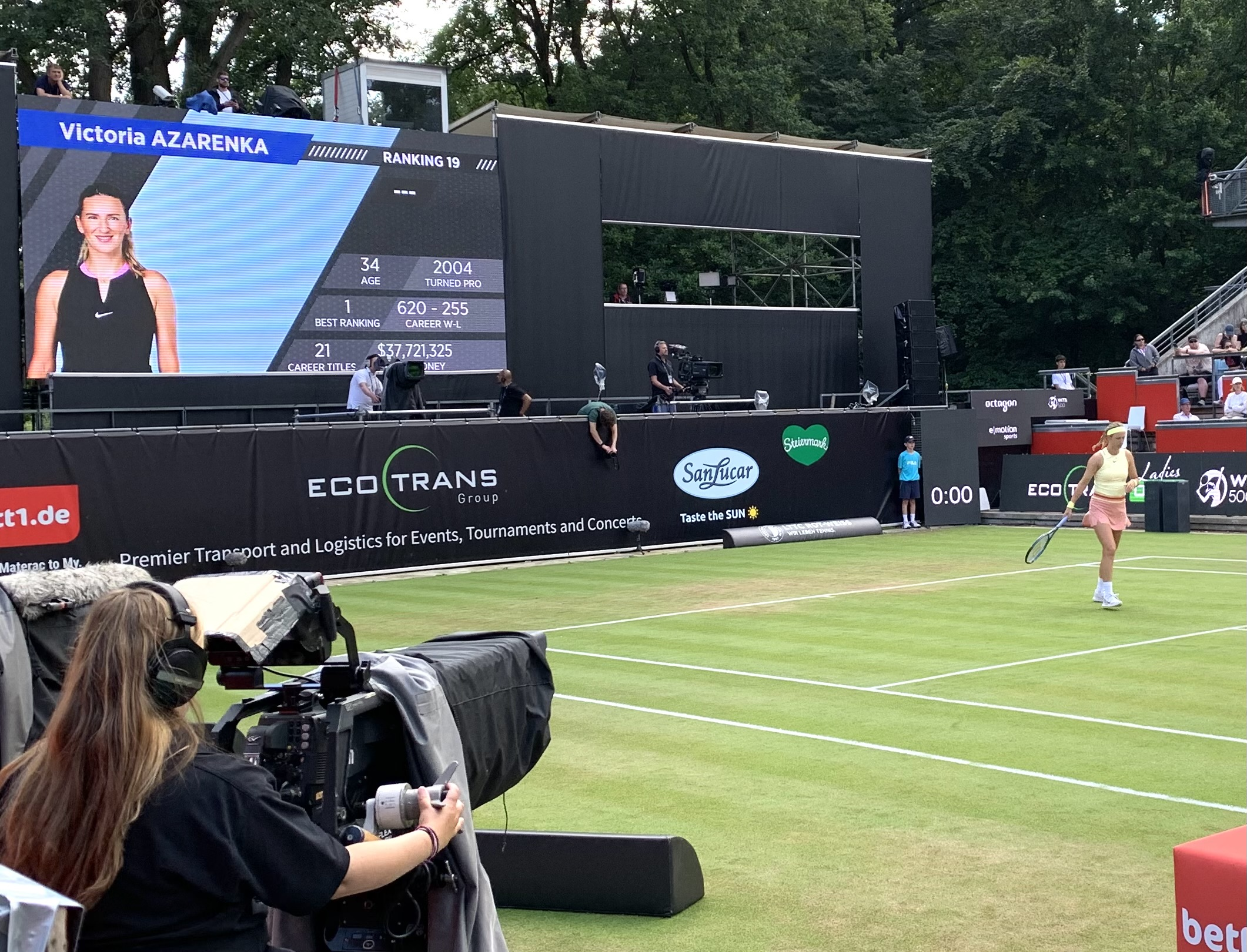
TV-Aufzeichnung am Center Court

Im Rahmen der bett1open wurde 2023 ein Preisgeld von 678.814 Euro ausgeschüttet. Die Siegerin dieses Turniers erhielt einen Betrag von €104.478, die Zweitplatzierte des Finales erhielt €64.500. Die Halbfinalistinnen erhielten €37.672 und die Viertelfinalistinnen €17.796. Damit zählte das WTA Berlin zu den höchstdotierten deutschen Damen-Turnieren im Sport.

## TV-Übertragungsrechte
Die TV-Rechte für den deutschsprachigen Raum hat sich ab 2020 u. a. der Privatsender ServusTV gesichert. Die Lizenzrechte gelten für die Verbreitungswege Satellit, Kabel, IPTV, Web und Mobile bis einschließlich 2022. ServusTV überträgt alle Spiele des Hauptfeldes live.

## Zuschauer
Mit rund 30.000 Zuschauern ist das Turnier gegenwärtig das am besten besuchte reine Damen-Sportereignis in Berlin (Stand: 2024).